# Villaorba
Villaorba (Vilevuarbe in friulano) è una frazione del comune di Basiliano, in provincia di Udine.
È conosciuta per la festa del "perdon da las Masanétes" che si svolge la seconda domenica di ottobre e per la produzione della "formagella di Villaorba", tradizionale formaggio realizzato con latte di pecora in piccole forme molto saporite.

## Perdòn da las masanétes
La seconda domenica di ottobre si celebra il tradizionale "Perdon da las masanétes", tuttavia questa definizione è impropria, in quanto è riferito al "Perdon da la madone", la festa della Madonna che si festeggia in ottobre, proprio il periodo migliore per degustare le masanette, questa festa ha dato origine a tale denominazione.
La festa, religiosa e popolare, ha origini antiche, quando i pescatori delle valli e di Marano Lagunare in particolare, salivano su fino alla frazione di Basiliano, per scambiare le masanette (la masanetta è un granchio comune) con la farina e i formaggi che qui venivano prodotti, e particolarmente “ricco” era lo scambio tra masanete e caciotte di ovino, di pecora, le formaggelle conosciute con il nome di “Formaele di Vileuarbe”.
I pescatori Maranesi giunti sul posto erano soliti accamparsi nei pressi della chiesetta di S.Orsola. Questo evento acquisì popolarità e iniziò un notevole flusso di scambi anche con i paesi vicini. Fu così che i locali pubblici di Villaorba cominciarono a proporre per l'occasione piatti a base di masanette, usanza che nel tempo ha dato origine alla citata sagra, ora gestita dalla locale Pro Loco Villaorba.
Nel periodo dei festeggiamenti si possono trovare, oltre alle tradizionali masanette, il "guazzetto di formaggio con polenta" e il "grano alla pescatora", ricette tipiche dal paese; oltre ad altri piatti a base di pesce quali, baccalà, seppie in umido, sardelle indorate, calamari ecc.

## Formagella di Villaorba
Tipico prodotto caseario della latteria di Villaorba di cui si hanno notizie già dal 1854, fatto con latte di pecora, famoso in tutta la regione per il suo gusto intenso e piccante.